# Brachytrita cervinaria
Brachytrita cervinaria là một loài bướm đêm trong họ Geometridae.